# アーネスト・トレンス
アーネスト・トレンス（Ernest Torrence、1878年6月26日 - 1933年5月13日）は、スコットランドの俳優。

## 出演作品
- シャーロック・ホームズ
- 激斗の河
- キートンの蒸気船
- 密輸入者の恋
- キング・オブ・キングス
- ハレムの貴婦人
- 人罠
- 漂泊ひ人
- 駅馬車
- 水塔の西
- ピーター・パン
- 懦夫奮起せば
- ノートルダムのせむし男
- 幌馬車（ウィリアム・ジャクソン）
- 乗合馬車